# تناخة
تناخة قرية سورية في ناحية القدموس في منطقة بانياس التابعة لمحافظة طرطوس.